# Fábio Zanon
Fábio Zanon, né à Jundiaí au Brésil le 6 mars 1966, est un guitariste classique brésilien.

## Biographie
Fábio Zanon commence à étudier la guitare classique dans sa ville natale Jundiaí sous la direction du professeur brésilien Antonio Guedes. Il obtient son baccalauréat de musique à l'Université de São Paulo (USP) en 1987, en suivant les cours de Edelton Gloeden et Henrique Pinto. Il obtient son master à l'Université de Londres et en 1990 il intègre la Royal Academy of Music (école de musique) avec Michael Lewin ; il participe également à des classes de maître avec Julian Bream et John Williams.
Fábio Zanon est propulsé dans sa carrière à la suite de ses premiers prix de la Guitar Foundation of America aux États-Unis et du concours Francisco Tárrega en Espagne en 1996. Avant ceux-là, il a remporté des prix dans les concours d'Alessandria (Italie), Toronto et La Havane. En 2014 il est élu fellow de la Royal Academy of Music, une distinction réservée à des élèves exceptionnellement distingués, tels Simon Rattle ou Evelyn Glennie.

## Discographie
- 1997 : Heitor Villa-Lobos, intégrale de l'œuvre pour guitare (5-8 mai 1997, MusicMasters/Musical Heritage) (OCLC 61659801)
- 1998 : Récital : Tárrega, Bach, De Faria (pt), Mertz, Ponce (6-8 août 1997, Naxos) (OCLC 824847826)
- 2000 : Domenico Scarlatti, Sonates arrangées pour guitare — 13 sonates : K. 206, 485, 391, 77, 394, 144, 146, 11, 404, 474, 491, 462, 477 (7-8 juin 1999/18-19 janvier 2000, Musical Heritage) (OCLC 68486217)
- 2004 : Villa-Lobos, Chôros nos 1*, 4, 6, 8 et 9 - Fábio Zanon, guitare* ; Orchestre symphonique de São Paulo (décembre 2003,  août 2004*, février 2005, BIS) (OCLC 230225757)
- 2012 : Domenico Scarlatti, Sonates arrangées pour guitare — 30 sonates : Sonate K. 11, 32, 40, 60, 64, 77, 78, 83, 144, 146, 149, 206, 208, 239, 283, 322, 323, 380, 391, 394, 404, 431, 440, 446, 453, 462, 474, 477, 485 et 491.